# Abraham Graves
Abraham Graves (Paramaribo, 5 oktober 1999) is een Surinaams voetballer die speelt als middenvelder voor de Surinaamse club Politie Voetbal Vereniging.

## Carrière
Graves speelde van 2018 tot 2019 voor de Surinaamse club SV Robinhood. Sinds 2019 speelt hij voor de Politie Voetbal Vereniging. Op 23 maart 2019 maakte hij zijn debuut voor Suriname.